# Saint-Louis du Sud (ort)
Saint-Louis du Sud är en ort i Haiti.   Den ligger i departementet Sud, i den sydvästra delen av landet, 130 km väster om huvudstaden Port-au-Prince. Saint-Louis du Sud ligger 15 meter över havet och antalet invånare är 1 528.
Terrängen runt Saint-Louis du Sud är varierad. Havet är nära Saint-Louis du Sud söderut.  Närmaste större samhälle är Aquin, 15,4 km öster om Saint-Louis du Sud. Omgivningarna runt Saint-Louis du Sud är en mosaik av jordbruksmark och naturlig växtlighet.